# Chrysometa buenaventura
Chrysometa buenaventura là một loài nhện trong họ Tetragnathidae.
Loài này thuộc chi Chrysometa. Chrysometa buenaventura được Herbert W. Levi miêu tả năm 1986.